# Veronica alatavica
Veronica alatavica är en grobladsväxtart som beskrevs av Mikhail Grigoríevič Popov. Veronica alatavica ingår i släktet veronikor, och familjen grobladsväxter. Inga underarter finns listade i Catalogue of Life.